# Індекс споживчих настроїв
І́ндекс спожи́вчих на́строїв (ІСН) — є провідним показником оцінки тенденцій на споживчому ринку, який використовують у всьому світі. Цей показник є прогнозним індикатором потенційної зміни споживчого попиту в наступних періодах.
В Україні визначається щомісяця в рамках спільного проекту GfK Ukraine і Міжнародного центру перспективних досліджень по щомісячному дослідженню очікувань домашніх господарств та їхньої оцінки поточного стану економіки і свого добробуту.

## Методика визначення індексу
Методика визначення індексу відповідає методиці University of Michigan Consumer Sentiment Index.
Індекс визначають на підставі вибіркового обстеження домашніх господарств країни. Під час дослідження опитують 1 000 осіб віком від 15 до 59 років. Населення віком 15-59 років, яке становить 61,3 % усього населення України, вважають найактивнішою частиною споживачів. Вибірка репрезентативна за статтю та віком, враховує міське та сільське населення й величину населеного пункту. Статистичне відхилення не перевищує 3,2 %.
Для визначення ІСН респондентам задають такі запитання:
1. Як змінилося матеріальне становище вашої сім'ї за останні шість місяців?
2. Як, на вашу думку, зміниться матеріальне становище вашої сім'ї впродовж наступних шести місяців?
3. Говорячи про економічну ситуацію в країні загалом, ви вважаєте, що наступні дванадцять місяців будуть для економіки країни сприятливим чи несприятливим часом?
4. Як ви охарактеризували б наступні п'ять років — як сприятливий чи несприятливий час для економіки країни?
5. Як ви гадаєте, тепер загалом сприятливий чи несприятливий час робити великі покупки для дому?

За кожним із цих запитань визначають відповідний індекс:
- індекс поточного особистого матеріального становища (х1);
- індекс очікуваних змін особистого матеріального становища (х2);
- індекс очікуваного розвитку економіки країни впродовж найближчого року (х3);
- індекс очікуваного розвитку економіки країни впродовж найближчих п'яти років (х4);
- індекс доцільності робити великі покупки (х5).

Значення індексу обчислюють таким способом: від частки позитивних відповідей віднімають частку негативних і до цієї різниці додають 100, щоб уникнути появи від'ємних величин. На підставі цих п'яти індексів визначають три сукупні індекси:
- індекс споживчих настроїв (ІСН) — середнє арифметичне індексів х1-х5;
- індекс поточного становища (ІПС) — середнє арифметичне індексів х1 і х5;
- індекс економічних очікувань (ІЕО) — середнє арифметичне індексів х2, х3, х4.

Значення індексів можуть змінюватися в межах від 0 до 200. Значення дорівнює 200 в тому разі, якщо всі громадяни позитивно оцінюють економічну ситуацію. Індекс дорівнює 100 тоді, коли частки позитивних і негативних оцінок однакові. Значення індексу менше 100 означає, що в суспільстві переважають негативні оцінки.